# Алексеевка (Черновицкая область)

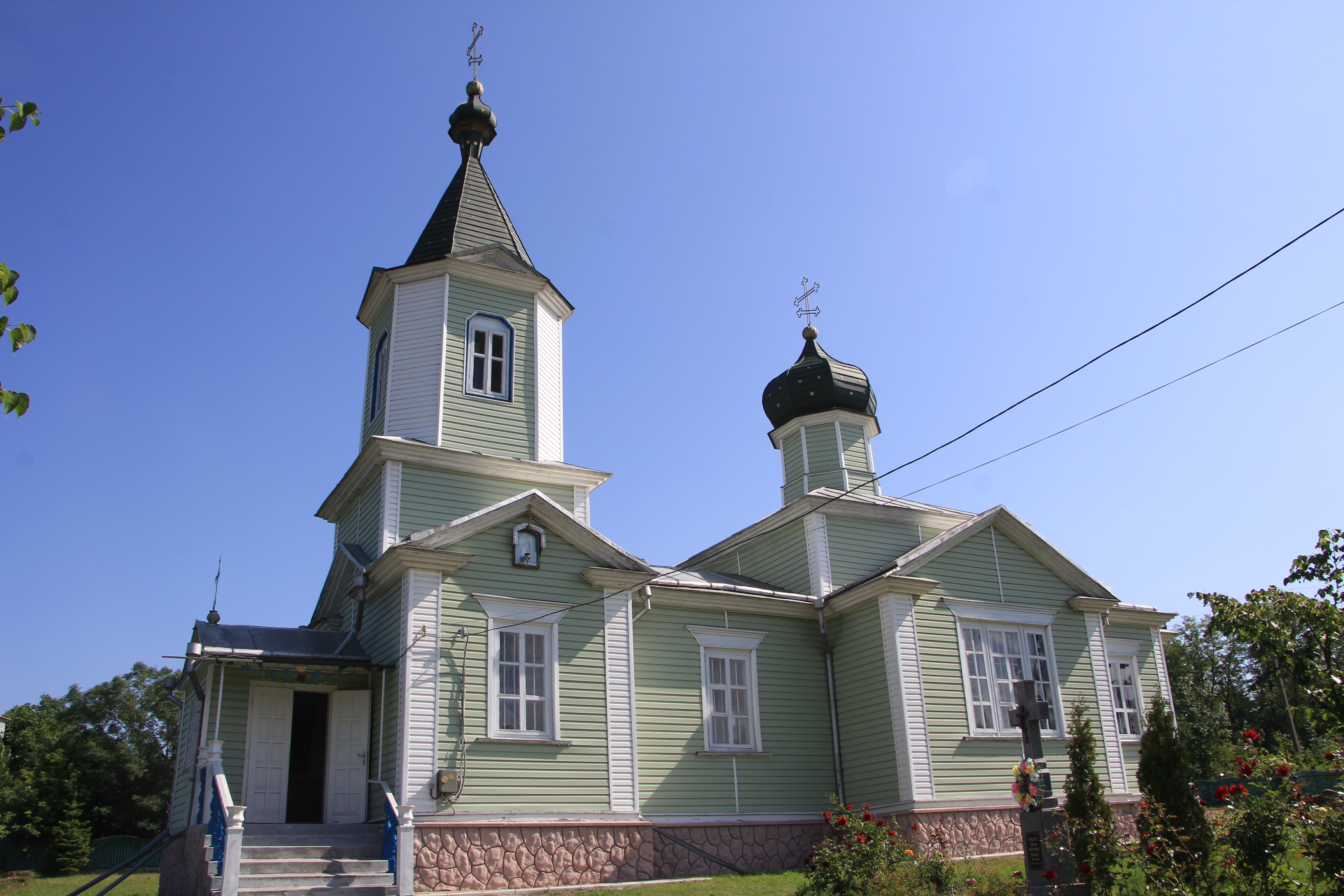
Церковь Св. Арх. Михаила 1906 С. Алексеевка

Алексе́евка (укр. Олексі́ївка) — село в Сокирянской городской общине Днестровского района Черновицкой области Украины.
Население по переписи 2001 года составляло 1142 человека. Телефонный код — 3739. Код КОАТУУ — 7324080501.

## История
В 1946 г. Указом ПВС УССР село Мендикауцы переименовано в Алексеевку.
До 2020 года село входило в Сокирянский район.